# مارتن بيانكي
مارتن بيانكي (بالإسبانية: Martín Bianchi)‏ هو متزحلق أرجنتيني، ولد في 11 فبراير 1981.

## وصلات خارجية
- مارتن بيانكي على موقع الاتحاد الدولي للتزلج (التزلج الريفي) (الإنجليزية)
- مارتن بيانكي على موقع أوليمبيديا (الإنجليزية)